# Malacopteron magnum
A Malacopteron magnum a madarak osztályának verébalakúak (Passeriformes) rendjébe és a Pellorneidae családjába tartozó faj.

## Rendszerezése
A fajt Thomas Campbell Eyton angol természettudós írta le 1839-ben.

## Alfajai
- Malacopteron magnum magnum Eyton, 1839
- Malacopteron magnum saba Chasen & Kloss, 1930[3]

## Előfordulása
Délkelet-Ázsiában, Brunei, Indonézia, Malajzia, Mianmar és Thaiföld területén honos. A természetes élőhelye a szubtrópusi vagy trópusi síkvidéki esőerdők, mocsári erdők és cserjések. Állandó, nem vonuló faj.

## Megjelenése
Testhossza 18-19,5 centiméter, testtömege 20-36 gramm.

## Életmódja
Rovarokkal táplálkozik.